# Władysława
Władysława – żeński odpowiednik imienia Władysław. Istnieje również bardzo rzadko występująca forma Ładysława, stanowiąca zapożyczenie z języków sąsiednich, zwł. czeskiego i słowackiego, a także forma Włodzisława – nienotowana w dawnych źródłach, lecz stanowiąca odpowiednik staropolskiego imienia Włodzisław, które pod wpływem języka czeskiego przybrało formę Władysław.
Patronem tego imienia jest św. Władysław, król Węgier.
Władysława imieniny obchodzi: 12 czerwca i 30 czerwca (przesunięte z 27 czerwca), 25 września lub 4 maja.
Znane osoby noszące imię Władysława lub Ładysława:
- Władysława Bytomska – działaczka komunistyczna
- Władysława Chotkowska – śpiewaczka operowa
- Władysława Górska – szachistka
- Władysława Izdebska – pisarka
- Władysława Kostakówna – Miss Polonia z roku 1929
- Władysława Markiewiczówna – polska pianistka, kompozytorka i pedagog